# 미요시촌 (오이타현)
미요시촌(三芳村)은 오이타현 히타군에 있던 촌이다. 현재의 히타시에 해당한다.

## 역사
- 1889년 4월 1일 - 정촌제 시행에 의해 히타군미요시촌이 성립하였다.
- 1940년 12월 11일 - 히타정, 아사히촌, 다카세촌, 데루오카촌과 합병해 히타시가 성립하여, 동일 미요시촌은 폐지되었다.

## 교통

### 철도
- 일본국유철도
  - 규다이 본선

## 참고문헌
- 角川日本地名大辞典 44 大分県
- 『市町村名変遷辞典』東京堂出版、1990年。